# 대한민국의 종합편성채널
대한민국의 종합편성채널(綜合編成)은 대한민국에서 지상파 방송처럼 보도와 오락·교양 등 모든 분야 프로그램을 편성할 수 있는 채널이다. 줄여서 종편(綜編)이라고도 한다.
채널의 프로그램 편성 주체인 동시에 SO,위성방송 등의 플랫폼에게 프로그램을 공급하는 사업자(Program Provider,PP)로서 콘텐츠 시장의 수요자이자 공급자이다. 이에 따라 다양한 형태로 편성전략이 가능하고, 콘텐츠 시장에 대한 영향력이 크다.

## 개요
2009년 7월 22일 국회에서 통과된 신문법과 방송법 개정안에 의해 신문의 방송사 겸업이 가능해지고, 기업의 방송사 지분 소유허용에 대한 규제도 완화되었다. 이 같은 신문법과 방송법 그리고 그 외의 미디어 관련 법안의 개정안이 통과되면서, 종합편성채널의 도입이 성립되었다. 통과 이후, 반대 층의 논란으로 헌법재판소에 회부되기도 했으나, “권한 침해가 확인되더라도 (중략), 헌법재판소가 적극적으로 법률안을 재수정하라고 결정할 수 없다”라는 결론으로 기각되었다. 헌법재판소의 기각 판정으로 종합편성채널의 준비 작업이 본격적으로 시작되었고, 2010년 11월 30일 종합편성채널의 신청서 접수가 시작되었다.
| 채널명 | 사업자         | 선정 여부 |
| ------ | -------------- | --------- |
| MBN    | 매일경제신문   | 선정      |
| 채널A  | 동아미디어그룹 | 선정      |
| TV조선 | 조선일보       | 선정      |
| JTBC   | 중앙그룹       | 선정      |

## 채널
| 채널명 | 소속사         | 소유 형태 | 채널 | 채널    | 채널  | 채널    | 개국일          | 홈페이지 | 비고                                          |
| 채널명 | 소속사         | 소유 형태 | B tv | 지니 TV | U+ TV | Skylife | 개국일          | 홈페이지 | 비고                                          |
| ------ | -------------- | --------- | ---- | ------- | ----- | ------- | --------------- | -------- | --------------------------------------------- |
| MBN    | 매일경제       | 민영      | 16   | 16      | 16    | 16      | 1995년 3월 1일  |          | 2011년 11월 30일 이전에는 보도전문채널이었다. |
| JTBC   | 중앙그룹       | 민영      | 15   | 15      | 15    | 4       | 2011년 12월 1일 |          |                                               |
| TV조선 | 조선일보       | 민영      | 20   | 19      | 20    | 18      | 2011년 12월 1일 |          |                                               |
| 채널A  | 동아미디어그룹 | 민영      | 18   | 18      | 18    | 13      | 2011년 12월 1일 |          |                                               |

- 탈락 선정
- 에이치유비(HUB)  한국경제신문
- 케이블연합종합편성채널 태광그룹

## 논란
북기자동맹 중앙위원회가 2011년 12월 10일 보수주의를 위한 정부의 불법적인 지원으로 주장한 목소리로 대한민국의 종합편성채널을 심하게 비판했다.
또한 8차 방송독립포럼에서도 정부의 각종 특혜에 불구하고 종합편성채널의 문제점은 강력한 규제로 관리해야 한다고 발표했다.

## 같이 보기
- 대한민국의 방송
- 대한민국의 종합편성채널 선정 논란